# Полупроводниковая промышленность
Полупроводниковая промышленность — совокупный набор компаний, занятых в проектировании и производстве полупроводниковых приборов. 
Данная отрасль сформировалась около 1960 г., после того, как производство полупроводниковых приборов стало рентабельным бизнесом. С тех пор промышленность выросла до размеров оборота в 249 млрд долларов долл. в год (на 2011).

## Особенности
Эта отрасль имеет ряд особенных характеристик, которые выделяют её в экономике и на глобальной арене конкуренции. Эти характеристики включают в себя:
- Роль этой промышленности, как технологического стимулятора и средства, раскрывающего возможности развития . Полупроводниковая промышленность широко признается в качестве ключевого фактора для экономического роста в своей роли множественного рычага и технологического стимулятора для всей цепочки добавленной стоимости в отрасли электроники. Другими словами, в 2004 году, из всемирной базы полупроводникового рынка в 213 млрд долларов, индустрия позволила сгенерировать около 1,2 трлн долларов в бизнесе электронных систем, и 5 трлн долларов в сфере услуг, что представляет собой около 10 % мирового ВВП.
- Непрерывный рост, но в циклической форме с высокой волатильностью. Уже примерно 20 лет полупроводниковая промышленность показывает среднегодовой рост порядка 13 %; он сопровождался настолько же уровнем волатильности выше среднерыночного, что может приводить к значительным, если не резким циклическим колебаниям.
- Потребность в высокой степени гибкости и инновационности для того, чтобы постоянно адаптироваться к стремительным изменениям на рынке. Многие продукты встроенных полупроводниковых приборов зачастую имеют очень короткий жизненный цикл. В то же время, уровень постоянного улучшения соотношения цена-производительность в полупроводниковой промышленности был ошеломляющим. Как следствие, изменения на рынках полупроводников возникают не только очень быстро, но и предвосхищают изменения в отраслях, развивающихся более медленными темпами. Еще одним следствием этого быстрого темпа является то, что установившийся рынок сильных игроков может очень быстро изменяться.

## Производство микросхем
При производстве микросхем (интегральных схем) изделий применяется фотолитография и литографическое оборудование; разрешающая способность (в мкм и нм) этого оборудования (т. н. проектные нормы) и определяет название применяемого конкретного технологического процесса.
Совершенствование технологии и пропорциональное уменьшение размеров п/п структур способствуют улучшению характеристик (размеры, энергопотребление, рабочие частоты, стоимость) полупроводниковых приборов (микросхем, процессоров, микроконтроллеров и т. д.). Особую значимость это имеет для процессорных ядер, в аспектах потребления электроэнергии и повышения производительности.
также: Контрактное производство (OEM)

## Производство дискретных элементов
см. электронные компоненты, полупроводниковые приборы, en:Semiconductor fabrication plant

## Структура отрасли
В мировой полупроводниковой промышленности доминируют США, Южная Корея, Япония, Тайвань, Сингапур и
Европейский союз.
Согласно отчету аудиторской компании KPMG, объём рынка оценивался в 304 млрд долларов (в 2010 году).
Крупнейшие компании отрасли на 2011 год (в список не включены компании, производящие полупроводниковые приборы по заказу компаний-разработчиков, но включены бесфабричные компании-разработчики, а также компании, которые сами и разрабатывают, и производят полупроводниковые приборы).
| Rank 2011 | Rank 2010 | Rank 2009 | Компания                | Страна        | Оборот (млн $ USD) | Изменение за 2010/2009 | Доля рынка |
| --------- | --------- | --------- | ----------------------- | ------------- | ------------------ | ---------------------- | ---------- |
| 1         | 1         | 1         | Intel Corporation       | США           | 40 020             | +24.3 %                | 13.2 %     |
| 2         | 2         | 2         | Samsung Electronics     | Южная Корея   | 28 137             | +60.8 %                | 9.3 %      |
| 3         | 4         | 4         | Texas Instruments       | США           | 12 966             | +34.1 %                | 4.3 %      |
| 4         | 3         | 3         | Toshiba Semiconductors  | Япония        | 13 081             | +26.8 %                | 4.3 %      |
| 5         | 5         | 9         | Renesas Electronics (1) | Япония        | 11 840             | +129.8 %               | 3.9 %      |
| 6         | 9         | 6         | Qualcomm                | США           | 7 200              | +12.3 %                | 2.4 %      |
| 7         | 7         | 5         | STMicroelectronics      | ФранцияИталия | 10 290             | +20.9 %                | 3.4 %      |
| 8         | 6         | 7         | Hynix                   | Южная Корея   | 10 577             | +69.3 %                | 3.5 %      |
| 9         | 8         | 13        | Micron Technology (2)   | США           | 8 853              | +106.2 %               | 2.9 %      |
| 10        | 10        | 14        | Broadcom                | США           | 7 153              | +7.0 %                 | 2.3 %      |

По состоянию на 2013 год крупнейшими по капитализации компаниями мира в сфере производства полупроводниковых приборов (и оборудования для них) были Samsung Electronics, Intel, Qualcomm, TSMC, Texas Instruments, ASML, Broadcom, Hynix, Applied Materials, Tokyo Electron.

### Автомобильная электроника
В сфере автомобильной электроники лидерами являются:
- европейская NXP Semiconductors (первая в мире по выпуску полупроводниковых приборов для автопрома);
- японская Renesas Electronics (вторая в мире; около 20 % потребностей мирового автопрома).

Проблемы с доступностью чипов, использующихся в автопроме для производства различной контрольно-управляющей электроники, обнаружились в конце 2020 года: из-за низкого спроса на этот товар ввиду пандемии (и последовавшего глобального сокращения потребления), добывающие компании резко снизили добычу сырья для производства полупроводниковых приборов. Но в 2021 году, вместе с частичным снятием изоляционных режимов в мире, резко вырос спрос на чипы для электроники и автомобильная отрасль ощутила сильнейший дефицит этих компонентов из-за образовавшегося перекоса поставок полупроводниковых приборов в пользу производителей бытовой электроники и гаджетов; также этому способствовали санкции США против КНР.
Вдобавок к этому, пожар 19 марта 2021 г. на заводе Renesas ударил как по заводам японского автопрома, так и по европейским автоконцернам; в мае из-за дефицита полупроводниковых приборов приостановили производство 11 крупных автозаводов в Европе и Америке.